# Audea
Audea is een geslacht van vlinders van de familie spinneruilen (Erebidae), uit de onderfamilie Catocalinae.

## Soorten
- A. agrotidea (Mabille, 1880)
- A. albifasciata Pinhey, 1968
- A. arabica Rebel, 1907
- A. bipunctata Walker, 1858
- A. delphinensis (Viette, 1966)
- A. endophaea Hampson, 1913
- A. fatilega (Felder & Rogenhofer, 1874)
- A. fumata Wallengren, 1860
- A. guichardi Wiltshire, 1982
- A. hemihyala Karsch, 1896
- A. humeralis Hampson, 1902
- A. hypostigma Hampson, 1913
- A. hypostigmata Hampson, 1913
- A. irioleuca Meyrick, 1897
- A. kathrina Kühne, 2005
- A. legrandi Berio, 1959
- A. melaleuca Walker, 1865

- A. melanoplaga Hampson, 1902
- A. paulumnodosa Kühne, 2005
- A. postalbida Berio, 1954
- A. pseudocatocala Strand, 1918
- A. stenophaea Hampson, 1913
- A. subligata Distant, 1902
- A. tegulata Hampson, 1902
- A. vadoni (Viette, 1966)
- A. zimmeri Berio, 1954